# マクドナルド兄弟
マクドナルド兄弟（マクドナルドきょうだい、McDonald Brothers）は、ファーストフードの会社であるマクドナルドを設立したことで知られる、リチャード・ジェームズ・"ディック"・マクドナルド（Richard James "Dick" McDonald、1909年2月 - 1998年7月14日）とモーリス・ジェームズ・"マック"・マクドナルド（Maurice James "Mac" McDonald、1902年 – 1971年12月11日）の兄弟である。
兄弟は、1940年にアメリカ合衆国カリフォルニア州サンバーナーディーノにマクドナルドの1号店を出店し、ハンバーガーを速やかに提供するための「スピーディー・サービス・システム」という方式を開発した。1954年にレイ・クロックをフランチャイズの代理人として雇い、1961年に会社の経営権をクロックに売却した。

## 若年期
マクドナルド兄弟は、ニューハンプシャー州マンチェスターで生まれた。父パトリックはアイルランドで生まれ、幼少期にアメリカに渡った。モーリスは1902年の終わり頃に、リチャードは1909年2月に生まれた。
1920年代にマクドナルド一家はカリフォルニア州に移った。1937年、父パトリックはモンロビアで飲食店を開業させた。

## キャリア

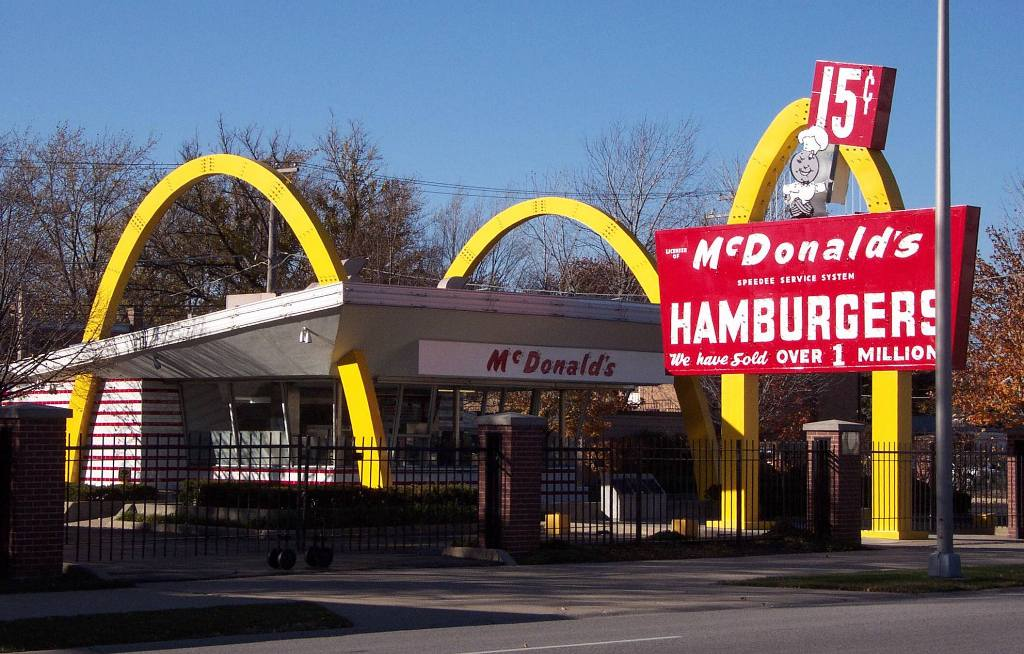
史上初のマクドナルド店舗

1948年、兄弟はカリフォルニア州サンバーナーディーノで経営していたレストランの業態を見直し、15セントのハンバーガーのほか、チーズバーガー、ソフトドリンク、ミルク、コーヒー、ポテトチップス、パイの9品目にメニューを削減した。また、速やかに提供するための工場式のハンバーガー製造法である「スピーディー・サービス・システム」を開発した。店舗名は兄弟の名字を取ったマクドナルド・ハンバーガーであり、後にゴールデンアーチと呼ばれるアーチ形の社章は弟のリチャードがこの時発案したものであるとされる。
このレストランは成功を収めた。兄弟は、2人が50代になる頃までに100万ドルを稼ぐことを目標として、1953年からこのレストランシステムのフランチャイズ展開を開始した。フランチャイズ1号店は、アリゾナ州フェニックスでニール・フォックスが経営する店舗だった。
兄弟がサンバーナーディーノの店舗向けにプリンス・キャッスル社からミルクセーキミキサーを一度に8台購入したことから、同社の営業員だったレイ・クロックは2人に興味を持った。1954年、クロックはマクドナルド兄弟の店舗を訪れた。同年、兄弟はクロックをフランチャイズの代理人とする契約を結んだ。総売上の1.9%をクロックが受け取り、そのうち0.5%分をマクドナルド兄弟に納めるというものだった。
多店舗展開を目論んだクロックは、事業拡大に消極的な兄弟の経営方針に次第に不満を抱くようになった。また、契約では「商品の仕入れ方法や店内の内装を少し変更したりするだけでも兄弟の承諾が必要」としていたが、クロックが変更の許可を求めても兄弟はそれを認めようとしなかった。結局、クロックは1961年に兄弟から270万ドルで会社を買収した。この額は、税引後の受取額が200万ドル、1人あたり100万ドルとなるように計算したものである。
この買収の際、兄弟はサンバーナーディーノの最初の店舗の土地と権利だけはクロックに譲渡せず、クロックを怒らせた。「マクドナルド」という名称の権利も譲渡されたため、この店舗は「ビッグM」に改称した。クロックはビッグMのすぐ近くにマクドナルドの新しい店舗を出店させた。ビッグMはその6年後に閉店した。なお、買収契約の際に兄弟とクロックの間の最初のフランチャイズ契約に基づく1%のロイヤルティの支払いを続けるという口約束をしたとされるが、兄弟の甥がそのように主張したという以外の証拠は存在しない。兄弟はいずれも、この買収に対する失望を公には表明していない。弟のリチャード・マクドナルドは、この買収について「私は後悔していない」と語ったと報じられている。ただしマクドナルドは事実上クロックに乗っ取られたため、兄弟は自分たちの仕事に見合う財産は築けなかったとされる。
それ以降、マクドナルドの経営からは手を引いたものの、同社の親善大使のような存在として活動した。1984年11月30日、マクドナルドが販売したハンバーガーが500億個を突破することを記念した式典がニューヨーク州ニューヨークのグランドハイアットホテルで行われ、リチャード・マクドナルドは当時のマクドナルド・アメリカの社長エド・レンシから500億個目のハンバーガーを受け取った。

## 死去
モーリス・マクドナルドは1971年12月11日、カリフォルニア州パームスプリングスの自宅において心不全により69歳で死去した。遺体はカリフォルニア州カセドラルシティのデザート墓地に埋葬された。
リチャード・マクドナルドは1998年7月14日、ニューハンプシャー州ベドフォードの老人ホームにおいて心不全により89歳で死去した。遺体はマンチェスターのマウント・カルバリー墓地に埋葬された。

## 大衆文化において
レイ・クロックの半生を描いた2016年の映画『ファウンダー ハンバーガー帝国のヒミツ』(The Founder)では、兄のモーリスをジョン・キャロル・リンチが、弟のリチャードをニック・オファーマンが演じた。